# 闫子贝
闫子贝（1995年10月12日—），湖北襄阳人，中国男子游泳运动员，主攻蛙泳，曾就读于中國地質大學。

## 經歷
闫子贝在小学一年级时开始练习游泳，后来他于2005年进入湖北省游泳学校。六年后，他成为湖北游泳队的一员。2014年1月，他入选国家集训队。2016年，闫子贝在全国游泳冠军赛100米蛙泳项目上达到里约奥运A标，成功入选该届奥运中国游泳队。2018年1月，闫子贝被选为中华人民共和国第十三届全国人民代表大会代表。2018年8月24日，余贺新、李朱濠、闫子贝和徐嘉余在雅加达亚运会男子4X100米混合泳接力决赛中，以3分29秒99的成绩夺冠。在2019年世界游泳錦標賽男子100米蛙泳决赛上，闫子贝以58秒63获得第三名，並刷新亞洲紀錄，也是自曾启亮在1998年世界游泳錦標賽上获得100米蛙泳银牌後，首次有中国男子選手獲得游泳世锦赛蛙泳獎牌。2020年10月1日，在2020年全国游泳冠军赛暨东京奥运达标赛上，闫子贝联同徐嘉余、张雨霏和杨浚瑄代表苏鄂浙鲁联队以3分38秒41的成绩，打破美国队2017年创造的男女混合4×100米混合泳世界纪录。
2021年7月，他随中国游泳队参加2020东京奥运会。